# 89 Herculis
89 Herculis, som är stjärnans Flamsteed-beteckning, är en dubbelstjärna i den mellersta delen av stjärnbilden Herkules, som också har variabelbeteckningen V441 Herculis. Den har en genomsnittlig skenbar magnitud på ca 5,44 och är svagt synlig för blotta ögat där ljusföroreningar ej förekommer. Baserat på parallaxmätning inom Hipparcosuppdraget på ca 0,69 mas, beräknas den befinna sig på ett avstånd på ca 4 700 ljusår (ca 1 500 parsek) från solen. Den rör sig närmare solen med en heliocentrisk radialhastighet på ca –28,5 km/s.

## Egenskaper
Primärstjärnan 89 Herculis A är en gul till vit superjättestjärna av spektralklass F2 Ibe, och tillhör en sällsynt klass av post-asymptotiska jättegrenstjärnor med låg massa i de sista stadierna av dess liv, mycket uppblåsta för att framstå som superjättar. Den har en massa som är ca 1,0 solmassor, en radie som är ca 71 solradier  och utsänder ca 8 350 gånger mera energi än solen från dess fotosfär vid en effektiv temperatur på ca 6 600 K.
89 Herculis, eller V441 Herculis, är en pulserande variabel av halvregelbunden typ (SRD), som varierar mellan visuell magnitud +5,34 och 5,54 med en period som uppskattats till 68 dygn. Den är en spektroskopisk dubbelstjärna omgiven av en stoftskiva och visar variabla spektrallinjeprofiler. Följeslagaren har en mycket liten massa och ljusstyrka och kretsar runt primärstjärnan med en period av 288 dygn.